# تحلیل رؤیای کودکان
تحلیل رویای کودکان (به انگلیسی: Children's Dreams: Notes from the Seminar Given in 1936-1940) یکی از آثار کارل گوستاو یونگ است. این کتاب شامل درس‌گفتار سمینارهای ۱۹۳۶–۱۹۴۰ یونگ است که در ۱۹۸۷ به آلمانی منتشر شد.

## ترجمه‌ها
تحلیل رویای کودکان با ویرایش ماریا مه‌یر گراس (به انگلیسی: Maria Meyer-Grass) و لورنتس یونگ (به انگلیسی: Lorenz Jung) و ترجمهٔ تونی ولفسون (به انگلیسی: Tony Woolfson) در سال ۲۰۱۰ توسط اتنتشارات دانشگاه پرینستون به انگلیسی منتشر شد.